# Roberto de Guimarães Carvalho
Roberto de Guimarães Carvalho GOMM (Rio de Janeiro, 8 de março de 1939) é um almirante-de-esquadra brasileiro.

## Biografia
Admitido em 1995 à Ordem do Mérito Militar como contra-almirante pelo presidente Fernando Henrique Cardoso no grau de Comendador especial, foi promovido em 2000, já como almirante de esquadra, pelo mesmo ao grau de Grande-Oficial.
Foi comandante da Marinha no governo Lula, de 3 de janeiro de 2003 a 1 de março de 2007. Nesta função, foi o primeiro a usar a expressão "Amazônia Azul", em 2004, para designar as águas jurisdicionais brasileiras.